# Grigore Zanc
Grigore Zanc (n. 26 ianuarie 1940, Șigău, Cluj, România) este un filosof, scriitor și politician român, care a fost ales ca senator de Cluj în legislatura 2000-2004 pe listele partidului PSD. În perioada 23 august - 11 decembrie 1996 a îndeplinit funcția de ministru al culturii.

## Biografie

### Ani timpurii, educație
Grigore Zanc s-a născut la data de 26 ianuarie 1940 în comuna Șigău, aflată pe atunci în județul Someș, în familia agricultorilor Todor și Maria Zanc. După absolvirea școlii normale, a lucrat ca învățător suplinitor (1956-1958), învățător și director de școală (1961-1962). Zanc a fost instructor de școli și pionieri UTC în municipiul Cluj (1962-1964).
Între anii 1964-1969, a urmat cursurile Facultății de Filosofie a Universității „Babeș-Bolyai” din Cluj. În anul 1981 a obținut titlul științific de Doctor în filosofie. În același an, în perioada iulie-octombrie, a obținut o bursă de studii IREX în SUA.
În perioada studenției, între anii 1967-1969, a fost șef al subredacției din Cluj a revistei Viața studențească. După absolvirea facultății, a fost încadrat în învățământul superior, mai întâi ca asistent universitar (1968-1974), lector (1974-1990) și apoi conferențiar (din 1990) la Catedra de Filosofie sistematică a Universității „Babeș Bolyai”.

### După 17 - 22 decembrie 1989
După Revoluția din decembrie 1989, Grigore Zanc a intrat în FSN (actualul PSD), deținând funcțiile de președinte al Organizației Județene Cluj și de membru al Biroului Executiv Central al PSD. A îndeplinit funcția de prefect al județului Cluj în perioada august 1990 - august 1996. A demisionat din această funcție, fiind numit ca ministru al culturii în Guvernul Nicolae Văcăroiu (23 august - 11 decembrie 1996).
În urma alegerilor din noiembrie 2000, Grigore Zanc a fost ales ca senator de Cluj pentru legislatura 2000-2004 pe listele partidului PSD. În calitate de deputat, a deținut funcția de vicepreședinte al Comisiei pentru cultură, artă și mijloace de informare în masă din Camera Deputaților.
În anul 2004, a fost numit de către Parlamentul României, la propunerea Senatului, ca membru al Consiliului Național al Audiovizualului (CNA), având mandat până în anul 2010. În cadrul activității sale parlamentare, Grigore Zanc a fost membru în grupurile parlamentare de prietenie cu Republica Populară Chineză,Republica Tunisiană, Statele Unite Mexicane, Republica Coasta de Fildeș.
Pentru activitatea sa, a fost distins cu Medalia „Meritul Cultural”, clasa a II-a (1972), Ordinul Muncii, clasa a III-a (1974), titlul de Senator de onoare și membru al Marelui Senat al Universității „Babeș Bolyai” (1996), precum și cu titlurile de Cetățean de onoare al orașului Spartanburg, Carolina de Sud, SUA (1991), al comunei Mărișelu din jud. Cluj (2000) și al comunei Jichișu de Jos din jud. Cluj (2003).
Grigore Zanc vorbește limbile engleză și franceză. Este căsătorit cu medicul Virginia Lucia Zanc, conf. dr. la Universitatea de Medicină și Farmacie Iuliu Hațieganu din Cluj. Are o fiică, Theodora Zanc (căsătorită Cuibuș), actualmente asistent univ. la Catedra de Limba Română a Facultății de Litere din cadrul Universității Babeș-Bolyai.

## Activitatea literară
A debutat cu proză scurtă în revista Amfiteatru, în anul 1969. Primul său volum, Conul de umbră, a obținut Premiul de debut al Uniunii Scriitorilor în anul 1975. Ulterior, în anul 1998, a fost distins cu premiul Asociației Scriitorilor din Cluj pentru volumul Hamlet, între vocație și datorie morală.
Grigore Zanc a publicat peste 200 studii, articole și eseuri în România și peste hotare, pe teme de filosofie, etică, artă și literatură. De asemenea, a participat la peste 30 de comunicări susținute la reuniuni științifice in țară și străinătate. A participat la Congresul Internațional de Sociologie de la Varna-Bulgaria (1970) și la Congresul Internațional de Estetică de la Darmstadt-Germania (1976).
Între anii 1970-1974 a fost președinte al Cenaclului de estetică filosofică „Diotima” din cadrul Universității „Babeș Bolyai” din Cluj. A scris scenariul radiofonic Floare de mac.
A fost colaborator al revistelor: Amfiteatru, Luceafărul, Tribuna, Utunk, Korunk, Studia Universitatis, Suplimentul literar al Scânteii Tineretului, România Literară, Vatra, Viitorul Social etc. După revoluție, a fost director al săptămânalului Azi din Cluj (1990) și membru în colegiul de redactie al cotidianului Azi din București (1990-1992).
În prezent, este membru în următoarele organizații: Uniunea Scriitorilor din România, Asociația Revoluționarilor din Cluj-Napoca, Forumul Democratic din România, Consiliul Științific al Institutului Român de Studii Social-Democrate, precum și membru fondator al Societății Culturale „Lucian Blaga” din Cluj-Napoca.

## Distincții
- Medalia „Meritul Cultural” clasa a II-a (16 decembrie 1972) „pentru merite deosebite în opera de construire a socialismului, cu prilejul aniversării a 25 de ani de la proclamarea Republicii”[1]

## Volume publicate
- Conul de umbră (Ed. Dacia, 1975; 1992) - roman;
- Etica spiritului revoluționar (Editura Politică, 1975) - studiu;
- Cădere liberă (Editura Dacia, 1978; 1995) - roman;
- Nivele și dimensiuni etice ale esteticului, în volumul Etic și estetic (Editura Meridiane, 1979);
- Probleme personale (1981) - scenariu cinematografic după o idee din romanul Cădere liberă, ecranizat de Casa de filme nr. 4 din București în 1981, în regia lui David Reu;
- Zuhanas (traducere "Cădere liberă") (Editura Europa, Budapesta, 1982);
- Careul de fugă - 2 vol. (Editura Dacia, 1985-1990) - roman;
- Hamlet – între vocație și datorie morală (Editura Dacia, 1998; 2002) - eseuri;
- Alb (Editura Sincron, 2000) - proză scurtă.